# MK Sportscars

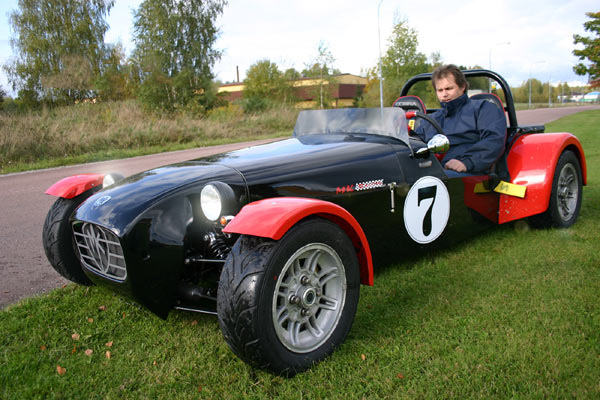
Ein MK Indy in Schweden

MK Sportscars ist ein britischer Hersteller von Kit Cars in Langold (Nottinghamshire).
Gefertigt wird der Indy, ein Fahrzeug im Stil des Lotus Seven. In die Kits können unterschiedliche Motoren – von Autos, wie von Motorrädern – je nach Kundenwunsch eingebaut werden.
Außerdem entstanden zwei Modelle im Le-Mans-Stil, der GT-1 und der GT-2. Evolution Sportscars bzw. Spire Sportscars setzten die Produktion dieser beiden Modelle fort.